# Michael Hart (aviron)
Michael Hart, né le 24 octobre 1951, est un rameur d'aviron britannique. 

## Carrière
Michael Hart participe aux Jeux olympiques de 1976 à Montréal et remporte la médaille d'argent avec le deux de couple  britannique avec son coéquipier Chris Baillieu.